# Cambefortantus micros
Cambefortantus micros är en skalbaggsart som beskrevs av Renaud Maurice Adrien Paulian 1986. Cambefortantus micros ingår i släktet Cambefortantus och familjen bladhorningar. Inga underarter finns listade.